# 이기훈
이기훈(李基勳, 1980년 9월 13일~)은 대한민국의 그림책 작가이다.
2010년 볼로냐국제아동도서전 올해의 일러스트레이터와 2010 MENTION으로 선정되었다. 2012년에 첫 그림책《양철곰》을 출간하였으며, 2013년 BIB 어린이심사위원상을 수상하였다. 그의 그림책은 상상과 현실을 오가는 무한한 상상력을 담아내고 있다고 평가 받는다.

## 생애
이기훈 작가는 1980년 9월 13일 충청북도 단양군에서 태어났다. 어린 시절을 시골의 자연에서 보내다가 청소년기에는 제천으로 이사를 가며 도시 생활에 적응해야 하는 어려움을 겪었다. 2000년대 초반에 가브리엘 뱅상, 데이비드 위즈너, 숀탠의 글 없는 그림책을 보며 그림책 작가를 꿈꾸게 되었다. 2012년 《라니》에 일러스트 작업을 하며 작가의 일을 시작했으며 대표작으로는 《양철곰》, 《빅피쉬》, 《알》, 《09:47》이 있다. 일러스트 작업을 하며 재미삼아 그린 《양철곰》을 통해 2010년 볼로냐국제아동도서전 올해의 일러스트레이터로 선정되며, 리잼 출판사의 권유로 2012년 《양철곰》을 그림책으로 만들며 그림책 작가가 되었다. 현재 그는 충북 제천에서 아내와 세 자녀와 거주하며 글 없는 그림책 작업을 이어가고 있다.

## 이력
2012년 그가 쓰고 그린 첫 그림책 《양철곰》은 그의 데뷔작이다. 그는 볼로냐국제아동도서전 2010년 올해의 일러스트레이터와 2010 MENTION으로 선정되어 해외에서 주목을 받기 시작하였다.《양철곰》은 2013년 BIB 어린이심사위원상을 수상하였다. 《09:47》은 2023 BIB에 출품되었다. 이후 그는 강연, 전시 등 다양한 활동을 통해 국내외 독자와의 소통을 지속적으로 이어가고 있다.

## 스타일
그는 책은 텍스트로 구성되어있다는 기존의 관념을 깨는 희열을 독자에게 보여주기 위해 늘 고민하며 글 없이 그림만으로 서사를 전달하는 그림책을 만드는 작가이다. 수채화와 펜으로 이루어진 정교한 그림과 연출을 통해 이미지만으로 서사를 전달하는 작품을 선보이고 있다. 특히 상상과 현실의 경계에서 만들어지는 이야기를 다루며, 익숙하지 않은 상상들을 독자에게 선사하는 작가이다. 《양철곰》에서는 개발이 끝난 양철 도시를 지키려는 곰의 이야기를, 《빅피쉬》에서는 가뭄이 이어지는 땅에서 전해 내려오는 신비한 물고기 이야기를 다루었다. 그는 새로운 그림책의 실험을 모색하며 관습적이지 않은 이야기 구조를 고민하는 작품세계를 이어가고 있다. 또한 그는 지구환경의 중요성을 주요 주제의식으로 다루며, 인간의 욕망을 주제로 삼아 《양철곰》, 《빅피쉬》, 《09:47》으로 이어지는 욕망 3부작을 완성했다.

## 수상내역
- 2013 《양철곰》 The Prize of Children Jury, Biennial of Illustration Bratislava (BIB)
- 2010 《양철곰》 Mention of the Selected Illustrators, Bologna Children's  Book Fair (BCBF)
- 2010 《양철곰》 Selected Illustrators, Bologna Children’s Book Fair (BCBF)

## 작품
인터뷰에서 그는 그림책을 통해 독자들이 익숙한 것을 낯설게 보며 새로움이 주는 재미와 즐거움을 느꼈으면 좋겠다고 말했다. 이는 새로운 상상 경험을 통해 관습적인 것으로부터 새로운 시선을 가지게 하는 그의 작품에 잘 반영되어있다.
- 2021 《09:47》, 글로연 09:47, Gloyeon
- 2016 《알》, 비룡소 Egg, BIR
- 2014 《빅 피쉬》, 비룡소 Big Fish, BIR
- 2012 《양철곰》, 리잼 Tin Bear, Rejam

## 다른 저자와의 협업
- 2012 《라니》, 박덕규 글, 이기훈 그림, 리잼 Rejam

## 활동
그는 강연, 인터뷰, 전시 등 다양한 활동을 통해 국내외 독자와의 소통을 지속적으로 이어가고 있다.
- 2023 WONDER: Wordless Picture Books by 7 Artists from South Korea, Brisbane Writers Festival, 전시 및 인터뷰
- 2023 이기훈 작가 라이브 페인팅 및 그림책 세미나, Bologna Children's Book Fair
- 2022 책그림 그림책 작가 인터뷰, 이기훈 작가 인터뷰, 부산현대미술관 BusanMoCA
- 2022 이기훈 그림책 원화전시, 이기훈 작가 북토크 및 라이브 페인팅, 부산시 부산도서관
- 2015 그림책 《양철곰》 전시, Guadalajara International Book Fair
- 2013 BIB 어린이심사위원상 수상작 《양철곰》 전시, Biennial of Illustration Bratislava
- 2009 올해의 일러스트 선정작 《양철곰》 전시, Bologna Children's Book Fair

## 참조
https://www.kbook-eng.or.kr/sub/info.php?ptype=view&idx=883&page=$page&code=info, k-book, 2021. 12. 6.
https://www.youtube.com/watch?v=d-rRLPve6iY, KBS Documentary, 2023. 2. 17.
http://www.dlul-drustvo.si/2014/11/19/mednarodni-bienale-ilustracije-bratislava-2013/ , Ljubljana Society of Fine Arts, 2014. 11. 19.
https://www.youtube.com/watch?v=-fFWgAxuUHU, BusanMoCA, interview, 2022. 1. 11.
https://bwf.org.au/2023/word-play/the-power-of-art-to-explore-global-issues, Brisbane Writers Festival.
https://www.sbs.com.au/language/korean/ko/podcast-episode/wordless-picture-book-articst-gihun-lee/qe44gwuo4?fbclid=IwAR1zOhRksiH9X8_MK6qOr2UmyZBG9W0R6BOHgeCyaK63PgZQ-P5CgZX26n8, SBS Interview, 2023. 5. 10.
https://bwf.org.au/artists/gihun-lee-1, Brisbane Writers Festival.
https://www.bolognachildrensbookfair.com/en/events/event-programme/10951.html?event_filtro=9, Bologna Children's Book Fair.
https://www.youtube.com/watch?v=-fFWgAxuUHU, BusanMoCA, interview, 2022. 1. 11.
https://www.youtube.com/watch?v=drbKWVEhI6c, Busan Library Book Talk, 2022. 10. 29.
https://www.youtube.com/watch?v=pVCJ9CQyi34, Busan Library Live Painting, 2022. 10. 5.
https://www.fil.com.mx/ingles/, Guadalajara International Book Fair.
https://www.bibiana.sk/en, Biennial of Illustration Bratislava.
https://www.bolognachildrensbookfair.com/en/home/878.html, Bologna Children's Book Fair.